# Trichodesma pratti
Trichodesma pratti är en skalbaggsart som beskrevs av Fisher 1919. Trichodesma pratti ingår i släktet Trichodesma och familjen trägnagare. Inga underarter finns listade i Catalogue of Life.